# ألبا أوغست
ألبا أديل أوغست (بالسويدية: Alba August)‏ (مواليد 6 يونيو 1993) هي ممثلة دنماركية - سويدية . 

## الحياة الشخصية
هي ابنة المخرج الدنماركي بيل أوغست والممثلة السويدية والمخرجة بيرنيلا أوغست . 

## مهنة
بدأت أوغست كممثلة طفولة ومثلت دورًا بسيطًا في فيلم والدها أغنية لمارتن عام 2001، تم اختيارها في 2017 لأداء دور سيمون في المسلسل الدنماركي المطر من إنتاج نتفليكس عام 2018.

## فيلموغرافيا

### فيلم
| عام  | عنوان                    | الدور           | ملاحظات    |
| ---- | ------------------------ | --------------- | ---------- |
| 2001 | أغنية لمارتن             |                 |            |
| 2013 | Förtroligheten           | سيليندا         |            |
| 2013 | IrI                      | أغنيس           |            |
| 2014 | Vi måste prata           | جرسونة          | قصيرة      |
| 2014 | Sometimes I wish         | فتاة            | فيديو قصير |
| 2015 | Dryads - Girls Don’t Cry | كجيرستي         |            |
| 2016 | The Nation               | يونا            | قصيرة      |
| 2016 | Serious Game             | ألما            |            |
| 2016 | Fanny                    | فاني            | قصيرة      |
| 2018 | Scener ur natten         |                 | قصيرة      |
| 2018 | Becoming Astrid          | استريد ليندجرين |            |

### التلفاز
| عام                   | عنوان                    | وظيفة        | ملاحظات   |
| --------------------- | ------------------------ | ------------ | --------- |
| 2014                  | Legacy                   | لينا         |           |
| 2015                  | Jordskott                | لينا         |           |
| 2015                  | Mens vi presser citronen | ليزالوتا     |           |
| 2017                  | Below the Surface        | ماري بينديكس | دور أساسي |
| 2018 إلى الوقت الحاضر | المطر                    | سيمون        | دور أساسي |

## روابط خارجية
- ألبا أوغست على موقع IMDb (الإنجليزية)
- ألبا أوغست على موقع ميتاكريتيك (الإنجليزية)
- ألبا أوغست على موقع روتن توميتوز (الإنجليزية)
- ألبا أوغست على موقع ألو سيني (الفرنسية)
- ألبا أوغست على موقع ميوزك برينز (الإنجليزية)
- ألبا أوغست على موقع قاعدة بيانات الأفلام السويدية (السويدية)
- ألبا أوغست على موقع أول ميوزيك (الإنجليزية)
- ألبا أوغست على موقع ديسكوغز (الإنجليزية)
- ألبا أوغست على موقع قاعدة بيانات الفيلم (الإنجليزية)
- ألبا أوغست على موقع كينوبويسك (الروسية)

- ألبا أوغست في قاعدة بيانات الأفلام على الإنترنت